# Liket i lusthuset
Liket i lusthuset (franska: Jo) är en fransk kriminalfilm från 1971 i regi av Jean Girault.
Filmen är baserad på Alec Coppels pjäs The Gazebo.

## Rollista i urval
- Louis de Funès - Antoine Brisebard
- Claude Gensac - Sylvie Brisebard
- Christiane Muller - hembiträdet Mathilde
- Michel Galabru - Tonelotti
- Bernard Blier - kommissarie Ducros
- Jacques Marin - Andrieux
- Guy Tréjean - Adrien Colas
- Ferdy Mayne - M. Grunder
- Yvonne Clech - Mme. Grunder
- Micheline Luccioni - Françoise